# Автоспутник
АВТОСПУТНИК — коммерческая проприетарная программа GPS / ГЛОНАСС навигации, разрабатываемая ООО "Навигационные системы" (Москва, Россия). Выпускается в версиях под платформы Windows Mobile (коммуникаторы и смартфоны) и Windows CE (персональные GPS-навигаторы, PND).
Программа поддерживает сервис информации о пробках (на основе данных аналитического центра Яндекс.Пробки).
C 1 марта 2013 года завершились розничные продажи навигационной системы АВТОСПУТНИК и карт для неё. Для частных пользователей программа АВТОСПУТНИК доступна бесплатно с картами OpenStreetMap.
В связи с прекращением коммерческой истории проекта АВТОСПУТНИК с августа 2013 года, сервер, обрабатывающий и раздающий Яндекс.Пробки потребителям, был отключен.

## Возможности
- Работает с картами Tele Atlas, Геоцентр-Консалтинг и других производителей по России, СНГ и Европе.
- Оперативные обновления карт, в том числе - через мобильный Интернет.
- Пользовательские POI ("точки интереса", закладки).
- Обновление POI через мобильный интернет.
- Загрузка баз "дорожных POI" (камер-радаров, постов ДПС и т.п.) сторонних производителей.
- Поиск по адресу, координатам, POI, в радиусе.
- Возможность прокладки маршрута "до дома".
- Возможность создания собственных голосовых подсказок.
- Запись треков и отображение записанных треков на карте.
- GPS-мониторинг
- Хранение альбомов путешествий на портале online.autosputnik.com: комментарии, фото, треки и описание.
- Возможность подключения бесплатного[1] сервиса информации о пробках на основе данных аналитического центра Яндекс.Пробки, расчёт маршрутов с учётом пробок

### Обзоры
- Обзор Автоспутник 3.1 Россия. Навигационная система, Лаборатория И-ОН - описание и обзор основных функций программы